# Castillo de Bari
El castillo normando-suevo de Bari (también conocido como u Castídde en barese), uno de los símbolos de la ciudad de Bari, Italia, es una imponente fortaleza que se sitúa en el límite del casco histórico.

## Descripción

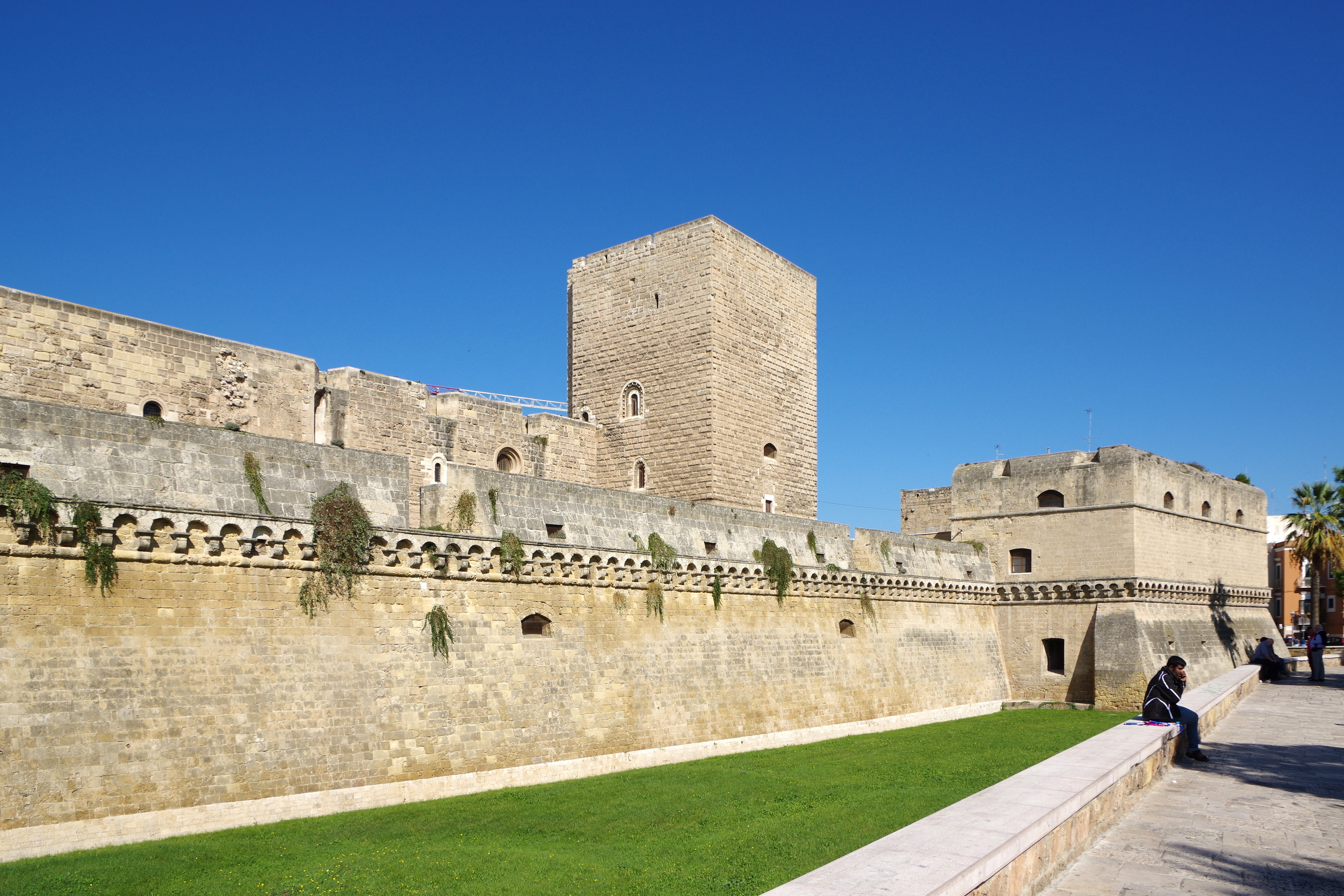
Lado de la cinta de murallas.

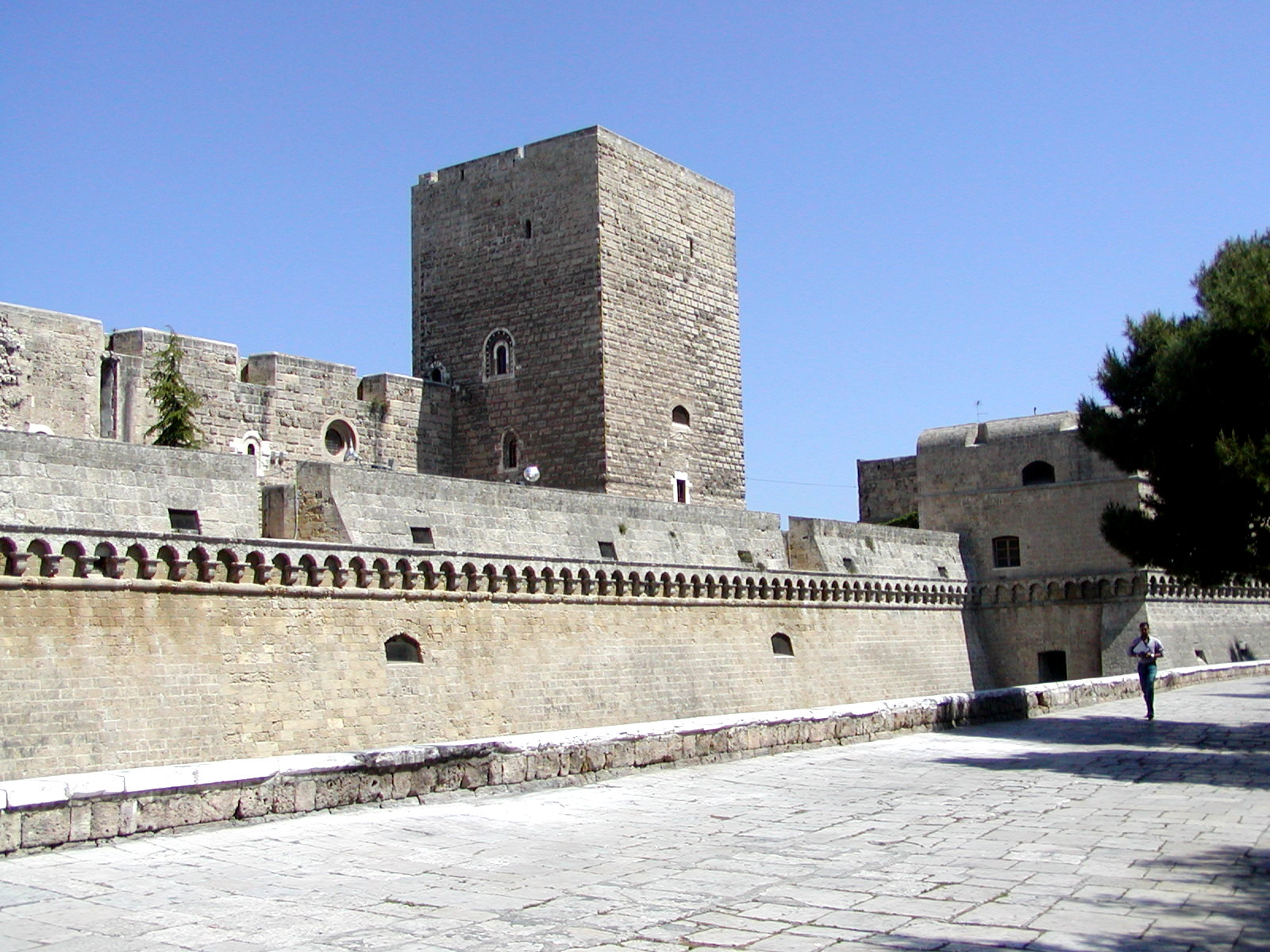
Lado de la cinta de murallas.

Hallazgos que datan de la época greco-romana han hecho que los expertos conecten la existencia de la fortaleza a épocas antiguas. Por otra parte, en las Sátiras de Horacio (I, 5, 96-97) y en los Anales de Tácito (XVI, 2, 7-9) se menciona la existencia de un lugar fortificado en la antigua Barium, cuya ubicación podría coincidir con una parte del castillo actual o, mucho más probablemente, con el kastròn bizantino (Corte del Catapán-Basílica de San Nicolás).
La fortificación medieval probablemente data de 1132. El edificio, ordenado construir por el rey normando Roger II, fue destruido en 1156 por los propios bareses (que habían impulsado al rey Guillermo el Malo a arrasar toda la ciudad con excepción de algunos lugares de culto) y reconstruido en 1233, cuando el emperador Federico II ordenó su reedificación y fortalecimiento.
Tras sufrir numerosas transformaciones en época angevina y pasar a ser propiedad de Fernando de Aragón, fue posteriormente donado a la familia ducal de los Sforza. Estos últimos ordenaron la ampliación y modernización de la rocca, que poco después pasó a manos de la hija Bona, reina de Polonia, quien murió aquí en 1557. A continuación, la construcción volvió a ser propiedad de los reyes de Nápoles y se dedicó a prisión y cuartel.
En la actualidad, el castillo se presenta rodeado por el antiguo foso, que discurre alrededor de tres lados, con excepción del lado septentrional, antiguamente bañado por el mar; aparte del foso está la muralla defensiva, de época aragonesa, con grandes bastiones angulares con forma de lanza. Al castillo se accede por el lado sur, cruzando el puente sobre el foso y entrando en el patio entre los baluartes del siglo XVI y la torre sueva. Todo se puede apreciar por la tarde, gracias a la nueva instalación de iluminación artística, proyectada por el ingeniero barese Antonio Vernole, e inaugurada en septiembre de 2008. La nueva iluminación permite distinguir la cinta de bastiones del Castillo propiamente dicho.